# Pessano con Bornago
Pessano con Bornago település Olaszországban, Lombardia régióban, Milánó megyében. Lakosainak száma 8889 fő (2023. január 1.). Pessano con Bornago Cambiago, Gessate, Bussero, Caponago, Carugate és Gorgonzola községekkel határos.

## Népesség
A település lakossága az elmúlt években az alábbi módon változott:
| Lakosok száma | 9119 | 9073 | 9053 | 8889 |
|               | 2013 | 2017 | 2018 | 2023 |